# Zbigniew Jakubas

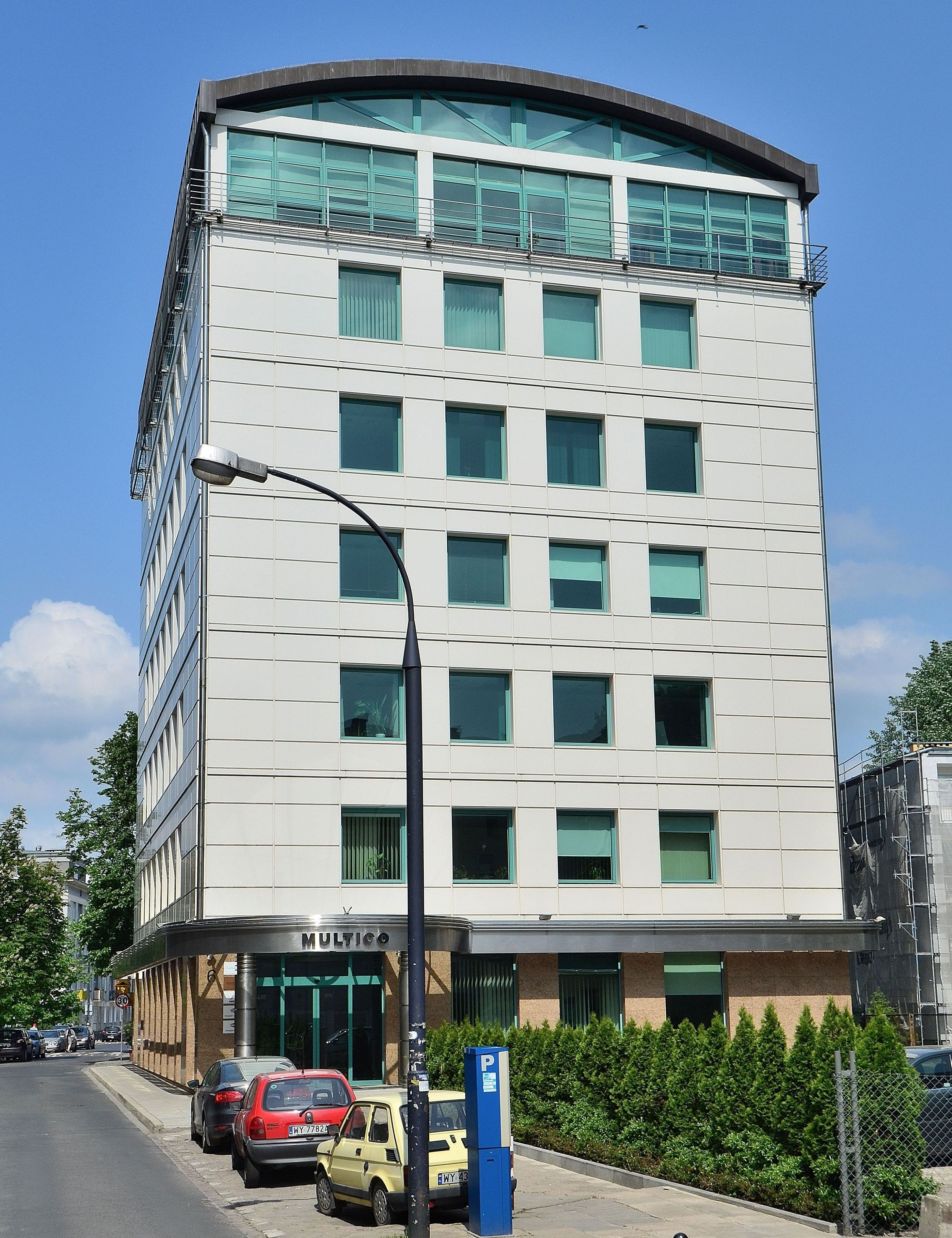
Siedziba Grupy Kapitałowej Multico przy ul. Ciasnej 6 w Warszawie

Zbigniew Marek Jakubas (ur. 25 kwietnia 1952 w Lublinie) – polski przedsiębiorca i inwestor, właściciel Grupy Kapitałowej Multico oraz prezes i właściciel Motoru Lublin.

## Życiorys
Z wykształcenia elektrotechnik. Absolwent Technikum Przemysłowo-Pedagogicznego im. Komisji Edukacji Narodowej w Lublinie i Wydziału Elektrycznego Politechniki Częstochowskiej (1978).
W latach 1978–1979 nauczyciel w Zespole Szkół Zawodowych w Warszawie. Po odejściu z pracy w szkole zajął się prywatną działalnością gospodarczą. W 1979 stworzył sieć butików w Śródmieściu Warszawy. W 1983 wraz z Krzysztofem Sochackim założył spółkę polonijną Ipaco w Międzyrzecu Podlaskim, która w latach 80. zajmowała się m.in. licencyjną produkcją markowej odzieży (w tej branży przedsiębiorstwo działa do dziś) oraz montażem komputerów PC z części sprowadzanych z Tajwanu.
W 1989 założył Grupę Kapitałową Multico. Od 1991 skupił się na rynku mediów. W latach 90. XX wieku był właścicielem kilku drukarni i tytułów prasowych (m.in. „Kurier Lubelski”, „Życie Warszawy”, „Sukces”). Był udziałowcem w lubelskim Radiu Puls i w Wydawnictwach Szkolnych i Pedagogicznych. Zajmował się również branżą produktów spożywczych, m.in. był właścicielem spółki Krynica Zdrój (producent m.in. wody mineralnej Multivita), którą w 2000 sprzedał grupie Maspex (następnie sprzedanej przez nowego właściciela Coca-Coli). Inwestował także w takie firmy jak Optimus, Elektrim oraz Ruch.
Od 1998 jest obecny na Giełdzie Papierów Wartościowych w Warszawie. Jest jednym z najbardziej znanych polskich inwestorów giełdowych, posiada udziały m.in. w Zakładach Azotowych Puławy.
Grupa Kapitałowa Multico jest silnie zdywersyfikowana. W jej skład wchodzi ok. 40 podmiotów z różnych branż m.in. Mennica Polska (pakiet kontrolny od 2005), Mennica-Metale Szlachetne, Centrum Nowoczesnych Technologii S.A. (poprzednio Energopol-Południe S.A.), Energopol-Warszawa, Feroco (budowa i modernizacja linii kolejowych), Zakłady Automatyki Polna, Wartico Invest (budownictwo mieszkaniowe), a także New Century Arts (branża filmowa) oraz Multico Oficyna Wydawnicza. Od początku XXI wieku inwestuje także w spółki branży kolejowej. Jest właścicielem grupy Newag produkującej m.in. elektryczne zespoły trakcyjne i lokomotywy, w skład której wchodzi Newag Gliwice. Ogółem Grupa Multico zatrudnia ok. 12 tys. osób.
We wrześniu 2020 roku został większościowym udziałowcem Motoru Lublin.
Pełnił funkcję prezesa Polskiej Rady Biznesu. 
W 2021 zajął 24. miejsce na liście najbogatszych Polaków magazynu „Forbes” z majątkiem wycenianym na 1,9 mld zł.

## Życie prywatne
Z żoną Ewą Teresą Orłowską-Jakubas ma dwie córki. Izabela Anna (ur. 18.07.1979) jest aktorką, a Joanna Ewa (ur. 09.03.1984) śpiewaczką.

## Nagrody i wyróżnienia
- Absolwent Roku 2000 – tytuł przyznany przez Politechnikę Częstochowską (2001)[9],
- Absolwent 60-lecia Politechniki Częstochowskiej (2009)[10].
- Krzyż Kawalerski Orderu Odrodzenia Polski (2015)[11]